# U-249 (tàu ngầm Đức)
U-249 là một tàu ngầm tấn công  Lớp Type VII thuộc phân lớp Type VIIC được Hải quân Đức Quốc Xã chế tạo trong Chiến tranh Thế giới thứ hai. Nhập biên chế năm 1943, nó chỉ kịp thực hiện được hai chuyến tuần tra và chưa đánh chìm được mục tiêu nào trước khi đầu hàng lực lượng Đồng Minh tại Portland, Anh khi xung đột kết thúc vào ngày 10 tháng 5, 1945. U-249 bị đánh đắm tại Loch Ryan, Scotland trong khuôn khổ Chiến dịch Deadlight vào ngày 13 tháng 12, 1945.

## Thiết kế và chế tạo

### Thiết kế

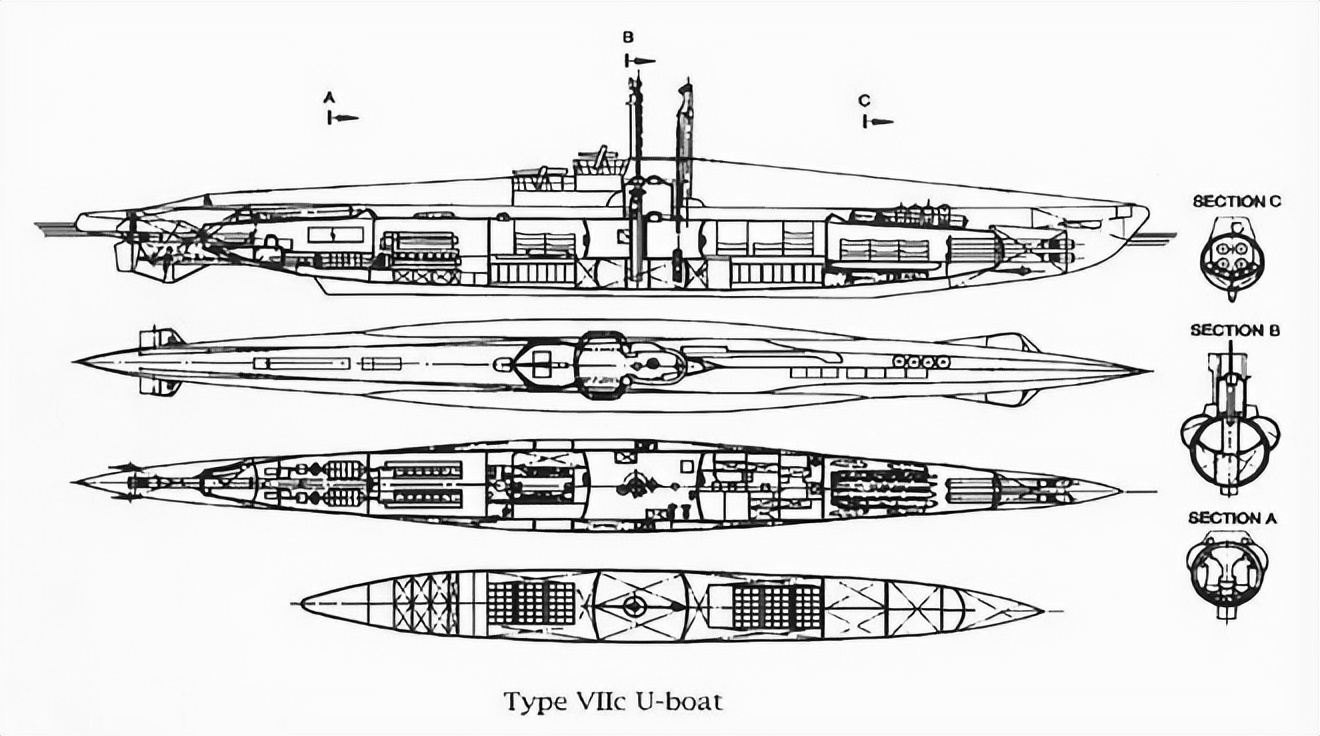
Sơ đồ các mặt cắt một tàu ngầm Type VIIC

Phân lớp VIIC của Tàu ngầm Type VII là một phiên bản VIIB được kéo dài thêm. Chúng có trọng lượng choán nước 769 t (757 tấn Anh) khi nổi và 871 t (857 tấn Anh) khi lặn). Con tàu có chiều dài chung 67,10 m (220 ft 2 in), lớp vỏ trong chịu áp lực dài 50,50 m (165 ft 8 in), mạn tàu rộng 6,20 m (20 ft 4 in), chiều cao 9,60 m (31 ft 6 in) và mớn nước 4,74 m (15 ft 7 in).
Chúng trang bị hai động cơ diesel Germaniawerft F46 siêu tăng áp 6-xy lanh 4 thì, tổng công suất 2.800–3.200 PS (2.100–2.400 kW; 2.800–3.200 bhp), dẫn động hai trục chân vịt đường kính 1,23 m (4,0 ft), cho phép đạt tốc độ tối đa 17,7 kn (32,8 km/h), và tầm hoạt động tối đa 8.500 nmi (15.700 km) khi đi tốc độ đường trường 10 kn (19 km/h). Khi đi ngầm dưới nước, chúng sử dụng hai động cơ/máy phát điện AEG GU 460/8–27 tổng công suất 750 PS (550 kW; 740 shp). Tốc độ tối đa khi lặn là 7,6 kn (14,1 km/h), và tầm hoạt động 80 nmi (150 km) ở tốc độ 4 kn (7,4 km/h). Con tàu có khả năng lặn sâu đến 230 m (750 ft).
Vũ khí trang bị có năm ống phóng ngư lôi 53,3 cm (21 in), bao gồm bốn ống trước mũi và một ống phía đuôi, và mang theo tổng cộng 14 quả ngư lôi, hoặc tối đa 22 quả thủy lôi TMA, hoặc 33 quả TMB. U-249 được bố trí một hải pháo 8,8 cm SK C/35 cùng một pháo phòng không 3,7 cm (1,5 in) Flak M42 nòng đơn và một pháo phòng không 2 cm (0,79 in) nòng đôi trên boong tàu. Thủy thủ đoàn bao gồm 4 sĩ quan và 40-56 thủy thủ.

### Chế tạo
U-249 được đặt hàng vào ngày 5 tháng 6, 1941, và được đặt lườn tại xưởng tàu của hãng Friedrich Krupp Germaniawerft tại Kiel vào ngày 21 tháng 1, 1943. Nó được hạ thủy vào ngày 23 tháng 10, 1943, và nhập biên chế cùng Hải quân Đức Quốc Xã vào ngày 20 tháng 11, 1943 dưới quyền chỉ huy của Hạm trưởng, Trung úy Hải quân Rolf Lindschau.

## Lịch sử hoạt động
Sau khi hoàn thành việc chạy thử máy và huấn luyện trong thành phần Chi hạm đội U-boat 5, U-248 tiếp tục được giữ lại đơn vị này khi được điều sang hoạt động trên tuyến đầu từ ngày 1 tháng 1, 1945.

### Chuyến tuần tra thứ nhất
Sau khi chuyển căn cứ hoạt động từ Kiel đến Kristiansand, Na Uy vào cuối tháng 2 rồi đến Bergen, Na Uy vào đầu tháng 3, 1945, U-249 khởi hành từ cảng Na Uy này vào ngày 7 tháng 3 cho chuyến tuần tra đầu tiên trong chiến tranh. Chiếc tàu ngầm đã không đánh chìm được mục tiêu nào trong mười ngày tuần tra, và kết thúc chuyến đi khi quay về Bergen vào ngày 16 tháng 3.
Đến ngày 24 tháng 3, U-249 đang hoạt động tuần tra trinh sát giữa Utsira và Utvaer ở vị trí khoảng 10 nmi (19 km) về phía Tây Bắc Fedje, Na Uy, khi nó bị một máy bay ném bom de Havilland Mosquito thuộc Liên đội 235 Không quân Hoàng gia Anh tấn công. Tuy nhiên hỏa lực phòng không của chiếc tàu ngầm đã bắn rơi máy bay đối phương, khiến viên hoa tiêu tử trận và phi công bị bắt làm tù binh chiến tranh.

### Chuyến tuần tra thứ hai - Đầu hàng
U-248 xuất phát từ Bergen vào ngày 3 tháng 4 cho chuyến tuần tra thứ hai, cũng là chuyến cuối cùng, để hoạt động tại vùng biển Bắc Đại Tây Dương. Sau khi Đức Quốc xã chấp nhận đầu hàng, chiếc tàu ngầm trồi lên mặt nước vào ngày 9 tháng 5 và treo lá cờ đen ra dấu hiệu đầu hàng, và được hộ tống đi đến Portland, nơi nó đầu hàng lực lượng Đồng Minh vào ngày hôm sau 10 tháng 5, 1945.
Sau khi được sử dụng như tàu nghiên cứu N 86 trong một thời gian ngắn, chiếc tàu ngầm được chuyển đến Loch Ryan, Scotland, nơi nó bị đắm chìm trong khuôn khổ Chiến dịch Deadlight vào ngày 13 tháng 12, 1945, tại tọa độ 56°10′B 10°05′T / 56,167°B 10,083°T.